# طيهوج حكيم كبير
طيهوج حكيم كبير (الاسم العلمي: Centrocercus urophasianus) هو نوع من فصيلة تدرجية.